# Вердеревський Дмитро Дмитрович
Дмитро Дмитрович Вердеревський (нар. 8 липня 1904, Ташкент — пом. 30 жовтня 1974, Кишинів) — радянський вчений в галузі фітопатології і імунітету рослин. Доктор сільськогосподарських наук з 1944 року, професор з 1945 року, член-кореспондент АН Молдавської РСР з 1970 року.

## Біографія
Народився 8 липня 1904 року в Ташкенті. У 1930 році закінчив Київський інститут народної освіти. У 1930—1944 роках на науково-дослідній і викладацькій роботі. З 1944 року — завідувач кафедри захисту рослин Кишинівського сільськогосподарського інституту імені М. В. Фрунзе.
Помер у Кишиневі 30 жовтня 1974 року.

## Наукова діяльність
Творець вчення антимікробіального імунітету рослин до інфекційних захворювань, теорії еволюції паразитизму фітопатогенних грибів і бактерій, сучасних основ селекції сільськогосподарських рослин на імунітет до інфекційних захворювань. Вченим розроблені і впроваджені у виробництво Молдавської РСР метод боротьби з мілдью винограду по інкубаційним періодам і система заходів щодо захисту плодових і виноградних насаджень від хвороб і шкідників. Теоретично обґрунтував і практично застосував метод ступінчастої селекції і отримання нових стійких до хвороб і філоксери сортів винограду. Разом з учнями ним виведені і передані в Держсортовипробування 14 сортів. Автор 250 робіт. Серед них:
- Болезни винограда в Молдавии и меры борьбы с ними. — Кишинів, 1954 (у співавторстві).
- Иммунитет растений к инфекционным заболеваниям. — Кишинів, 1968.
- Милдью винограда. — Кишинів, 1970 (у співавторстві з Войтович К. О.).

## Відзнаки
- Заслужений діяч науки Молдавської РСР (з 1970 року).
- Нагороджений орденом Жовтневої Революції, двома орденами Трудового Червоного Прапора.